# Marcin Trzebuchowski
Marcin Trzebuchowski herbu Ogończyk – stolnik przemyski w latach 1676–1681, podstarości lwowski w latach 1676–1681, podczaszy brzeskokujawski w 1676 roku.
Poseł sejmiku wiszeńskiego na sejm 1667 roku. Był marszałkiem sejmików województwa ruskiego w: 1671, 1672, 1676, 1680 roku. W 1674 roku był elektorem Jana III Sobieskiego z województwa ruskiego. Poseł ziemi lwowskiej na sejm grodzieński 1678–1679 roku.